# Tensor Processing Unit

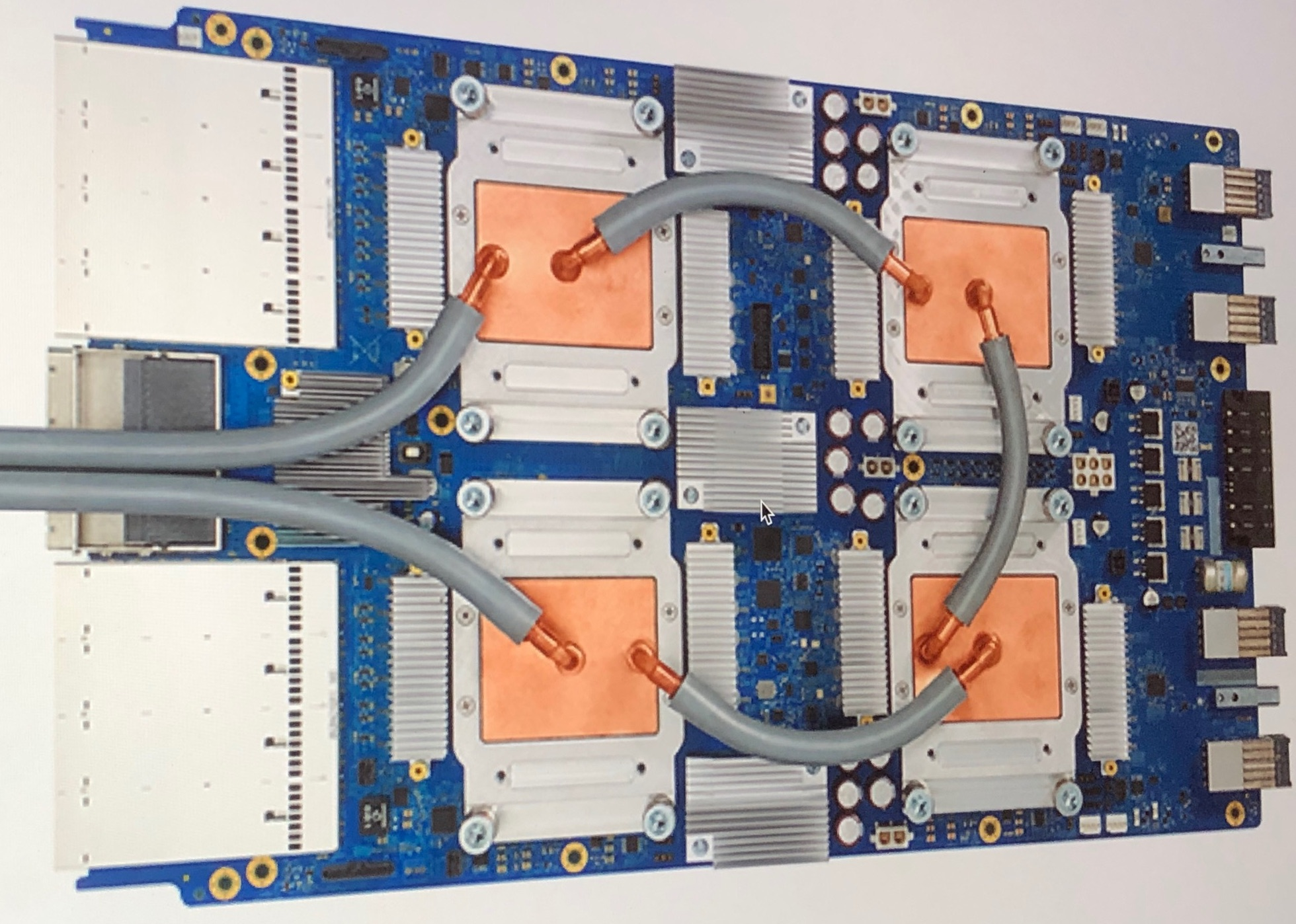
Tensor Processing Unit w wersji 3.0

Tensor Processing Unit – specjalistyczna jednostka obliczeniowa przystosowana do obliczeń uczenia maszynowego, głównie związanych z sieciami neuronowymi, opracowany przez Google. Jej zastosowanie jest podobne do NPU. Przyspiesza działanie takich frameworków jak PyTorch, czy TensorFlow. TPU są dostępne w ramach Google Cloud Platform.
Został stworzony ze względu na zapotrzebowanie użytkowników w zasoby obliczeniowe do uczenia maszynowego. Oferuje szczytową przepustowość rzędu 92 TOPS (ang. Trillion operations per second). Układy TPU są bardziej wydajne niż GPU Nvidii K80, ale zużywają mniej energii.
W kwietniu 2025 Google ogłosiło nową generację układu TPU o nazwie „Ironwood”.